# Peripatidae
Los peripátidos (Peripatidae) son una familia de Onychophora con animales relativamente derivados. Presentan una distribución circumtropical (Malasia, Borneo, cuenca del Congo, Indias Occidentales, centro de México, América Central y norte de América del Sur. Poseen mayor número de patas (22 a 43 pares) que los de la familia Peripatopsidae. Órganos coxales presentes, glándulas crurales solo en los machos. Glándulas salivares con reservorio. Gonoporo localizado entre el penúltimo par de patas. Ovarios con óvulos endógenos. Algunas especies con placenta.

## Géneros
- Cerradopatus (1 especie)
- Eoperipatus (5 especies)
- Epiperipatus (24 especies)
- Heteroperipatus (2 especies)
- Macroperipatus (6 especies)
- Mesoperipatus (1 especies)
- Oroperipatus (17 especies)
- Peripatus (17 especies)
- Plicatoperipatus (1 especie)
- Principapillatus (1 especie)
- Speleoperipatus (1 especie)
- Typhloperipatus (1 especie)
- Nomina dubia (9 especies)

## Taxa fósil
- Cretoperipatus (1 especie)